# Saint Balay
Pour les articles homonymes, voir Saint Balay.
Saint Balay († 524), ou Valay ou Balley ou encore Biabailus, est seigneur de Rosmadec en Bretagne au VIe siècle. Il est un disciple de saint Guénolé, celui-ci le fait venir dans son abbaye de Landévennec dans le diocèse de Quimper. Il y devient moine, puis ermite sur la montagne de Penflour, près de Châteaulin et Ploermellac.
Ploubalay dans les Côtes-d'Armor, célèbre encore de nos jours sa sainteté et ses miracles[source insuffisante].
Saint Balay est le patron  de Ploubalay, il est fêté le 12 juillet. 
Il a donné son nom à plusieurs villes ou villages :
- Lanvallay ;
- Ploubalay ;
- Saint-Valay, village de Taden.